# Грануліти
Гранулі́ти (рос. гранулиты, англ. granulites, нім. Granulite pl) — вибухові сипкі суміші, до складу яких входять гранульована аміачна селітра, різні нафтопродукти та тверді горючі речовини (наприклад, деревне або алюмінієве борошно), не чутливі до механічних впливів. Застосовуються на підземних та відкритих гірничих роботах.

## Аналоги
Зарубіжні аналоги гранулітів - суміші типу AN-FO, алювіти і алюмекси (США), анфомети (Канада), алюмон (ФРН).